# KV58

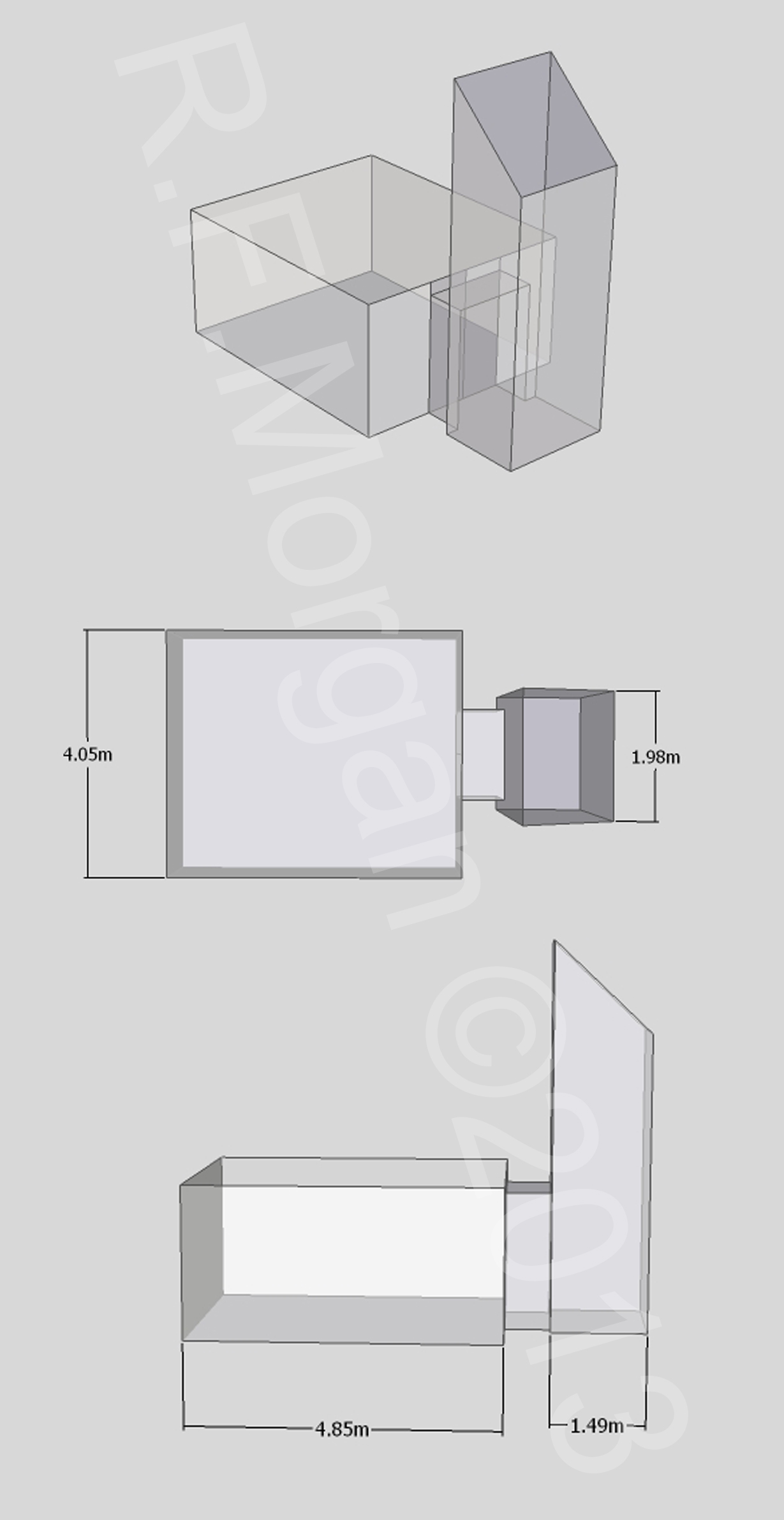
Isometrische Darstellung, Grundriss und Schnittzeichnung des Grabes

KV58 ist die Bezeichnung eines altägyptischen Grabmals im Tal der Könige, das bisher keiner Person zugeordnet werden konnte. Eine exakte Datierung ist unsicher. Aufgrund seiner Lage und der Fundstücke wird das Grab in die 18. Dynastie des Neuen Reiches datiert. Es ist auch als sogenanntes Chariot Tomb („Streitwagengrab“) bekannt.

## Entdeckung und Ausgrabungen
Das Grab wurde im Januar 1909 durch E. Harold Jones entdeckt, der für Theodore M. Davis grub. Davis schrieb das Grab in seiner Publikation allerdings Edward R. Ayrton mit dem Entdeckungsjahr 1907 zu. Die Ausgrabungen wurden 1909 vollständig von Jones durchgeführt.

## Lage und Architektur
KV58 befindet sich in der Nähe von Haremhabs Grab und wird aufgrund seiner Lage und Bauweise als „Satellitengrab“ von KV57 betrachtet. Das Grab besteht aus zwei absteigenden Gängen (A und B). Die sich anschließende und einzige Kammer ist undekoriert und hat eine Größe von 19,66 m². Das Gesamtvolumen der Anlage umfasst 48,86 m³. Der Eingangsschaft ist heute mit Schutt verfüllt und blockiert den Eingang zur Kammer.

## Funde
Jones fand die verschiedenen Objekte nach ca. zwei Metern im Schutt des Ganges und in der Kammer. Keines der in KV58 gefundenen Objekte weist auf die hier ursprünglich bestattete Person hin. Lediglich eine unbeschriftete Uschebtifigur aus Kalzit könnte einer Bestattung zugeordnet werden. Die übrigen Funde waren kleine Stücke von zusammen geknüllten oder zusammen gerollten Goldfolien, die möglicherweise von einem Streitwagengeschirr stammten, drei Knöpfe aus Kalzit, 18 vergoldete Uräen aus Bronze und Möbelfragmente aus der 28. Dynastie.

## Bedeutung der Funde
Der Katalog von Davis führt insgesamt 15 verschiedene Goldfolienfragmente mit unterschiedlichen Motiven auf: Gefesselte Feinde, Streitwagenmotive mit König oder florale Ornamente. Einige der Stücke tragen ausschließlich die Namen Ejes oder Tutanchamuns in Kartuschen zusammen mit dessen Großer königlichen Gemahlin Anchesenamun. Auf einer Goldfolie (Ägyptisches Museum Kairo: JE 57438) werden Tutanchamun, Anchesenamun und Eje zusammen genannt, wobei Ejes Name in diesem Fall nicht in einer Kartusche geschrieben ist. Diese kleine Szene zeigt in der Mitte den amtierenden König beim Erschlagen eines Feindes, links und rechts von ihm Anchesenamun und Eje.
Nicholas Reeves äußerte die Vermutung, dass diese Gegenstände aus WV23 stammen, dem Grab Ejes, und dass KV58 auf eine Wiederbestattung dieses Königs in der Nähe von KV57 hindeutet. Ferner besteht ihm zufolge die Möglichkeit, dass das Grab als Versteck für Mumien genutzt wurde.